# Lituania en los Juegos Olímpicos de Albertville 1992
Lituania estuvo representada en los Juegos Olímpicos de Albertville 1992 por un total de 6 deportistas que compitieron en 3 deportes.  
El portador de la bandera en la ceremonia de apertura fue el biatleta Gintaras Jasinskas. El equipo olímpico lituano no obtuvo ninguna medalla en estos Juegos.